# Calamaria boesemani
Calamaria boesemani е вид змия от семейство Смокообразни (Colubridae).

## Разпространение
Видът е разпространен в Индонезия (Сулавеси).